# Presentazione di Maria al Tempio (Giotto)
La Presentazione di Maria al Tempio è un affresco (200x185 cm) di Giotto, databile al 1303-1305 circa e facente parte del ciclo della Cappella degli Scrovegni a Padova. È compresa nelle Storie di Maria situate nel registro più alto della parete sinistra, guardando verso l'altare.

## Descrizione e stile
La dedica della cappella alla Vergine della Carità spiega la presenza del ciclo di storie mariane che, sommate a quelle dei genitori Gioacchino e Anna, costituiscono la più estesa rappresentazione fino ad allora dipinta in Italia. Le Storie di Maria, dalla nascita allo sposalizio, si ispirano alla Leggenda Aurea di Jacopo da Varazze. 
Il Tempio di Gerusalemme è lo stesso rappresentato nella prima scena, quella della Cacciata di Gioacchino, ma qui visto da un punto diverso. Siamo infatti all'entrata, dove fronteggia il pulpito raggiungibile dalla scala marmorea, col ciborio dalle colonnette tortili più arretrato. Maria adolescente sale i gradini del Tempio accompagnata dalla madre (indossante un mantello di un rosso inteso da cui sporge la sua solita veste arancio), seguita da un servo che tiene sulla schiena un cesto pieno di panni e dallo sguardo del padre Gioacchino. Essa viene accolta dal sacerdote che le tende le braccia e da una serie di ragazze vestite come suore: il periodo trascorso al Tempio di Gerusalemme per le fanciulle era infatti simile a un ritiro monastico e nelle storie mariane sottolinea il suo restare vergine, uscendovi solo per sposare l'anziano Giuseppe, che quindi (è sottinteso) non la possederà. 
Un tocco di quotidianità è offerto dai passanti, come quelli di schiena a destra che osservano indicando e chiacchierando tra di loro. La scena ha un suo fulcro evidenziato anche dall'architettura, evitando le rigidità della simmetria, con una semplificazione delle superfici di grande efficacia, con un rapporto calibrato tra architettura e figure che la popolano. La gestualità è lenta e calcolata, i colori sono chiari, intrisi di luce, la plasticità delle figure è accentuata dal chiaroscuro e dal disegno robusto.